# غادة المطيري
غادة مطلق عبد الرحمن المطيري (بالإنجليزية: Adah Almutairi)‏ عالمة ومخترعة وسيدة أعمال سعودية، ولدت في 1 نوفمبر 1976 في بورتلاند، بولاية أوريغون، الولايات المتحدة لأبوين سعوديين، وهي أستاذ الكيمياء الصيدلية وعضو هيئة التدريس في أقسام الهندسة الحيوية وهندسة النانو والمدير العام لمركز التميز في طب النانو والهندسة في معهد هندسة الطب في جامعة كاليفورنيا، سان دييغو. يتركز عملها على الطب النانوي، وتقنية النانو، والكيمياء والعلوم البوليمرية. تحمل زمالة كافلي 2016 وحصلت على العديد من الجوائز مثل جائزة الابتكارات الجديدة لمدير المعاهد الوطنية للصحة في عام 2009 لعملها على «استراتيجيات الاستجابة المضخمة كيميائيا للعلوم الطبية».

## نبذة
غادة المطيري باحثة ورائدة سعودية تحمل أكثر من 10 براءات اختراع في مجال طب النانو. ولدت في تشرين الثاني في عام 1976، في بورتلاند في ولاية أوريغون في الولايات المتحدة الأمريكية. غادة المطيري أستاذة في الكيمياء الصيدلية وهي عضو في هيئة التدريس بجامعة كاليفورنيا في سان دييغو منذ عام 2008.
حصلت على درجة البكالوريوس في الكيمياء من كلية أوكسيدنتال في عام 2000. وفي عام 2005 حصلت على درجة الدكتوراه في كيمياء المواد من جامعة كاليفورنيا. وتركز في رسالة الدكتوراه الخاصة بها على تمركز الإلكترون والبنية الجزيئية.
يعود الفضل في تطوير بوليمر جديد للتشغيل الكهروميكانيكي لغادة المطيري. بين عامي 2005 و2008، أجرت دراسات ما بعد الدكتوراه في الكيمياء والهندسة الكيميائية في جامعة كاليفورنيا، بيركلي. كما أنها مديرة مركز التميز في جامعة كاليفورنيا لطب النانو، وهو مركز تعاوني سريع ومتعدد التخصصات في مجال الأبحاث وتطوير أدوات لمستقبل علم الأحياء والطب.
غادة المطيري أيضاً مديرة مشاركة لمركز التميز في طب النانو والهندسة، حيث يقوم العديد من الباحثون بإنشاء جسيمات نانوية بهدف إلى الوصول إلى مستويات جديدة من الدقة في علاج الأمراض، مثل علاج الأمراض -في ظل ظروف محددة للغاية- عندما تتعرض للضوء أو عندما تواجه وضعاً متعلقاً بالمرض.
منصبها الرئيسي في كلية سكاغس للصيدلة والعلوم الصيدلانية، غاده المطيري أيضاً عضو في أقسام هندسة النانو والأشعة.
تشتهر المطيري باكتشافها لأول جسيم نانوي يستجيب للالتهاب في الجسم، وقادها هذا الاكتشاف –القادر على تغيير الحياة- إلى الحصول على جائزة (NIH New Innovator Award) في عام 2009، وتهدف هذه الجائزة إلى تشجيع الأبحاث المبتكرة للغاية.
كما فازت غاده المطيري بجائزة مؤسسة البحوث الصيدلانية ومصنعو أمريكا، وجائزة الباحث الشاب، وكانت زميلة كافلي للأكاديمية الوطنية الأمريكية للعلوم في عام 2016.

## السيرة الذاتية

### النشأة والتعليم
ولدت المطيري في بورتلاند، ولاية أوريغون، الولايات المتحدة. وانتقلت إلى لوس آنجلوس في عام 1997 لاستكمال تعليمها العالي. تخرجت من كلية أوتشيدنتال مع درجة البكالوريوس في الكيمياء في عام 2000. حصلت على الدكتوراه في كيمياء المواد من جامعة كاليفورنيا، ريفرسايد، مع التركيز على إلكترون ديوكاليزاتيون والبنية الجزيئية في عام 2005. أكملت دراستها ما بعد الدكتوراه في الكيمياء والهندسة الكيميائية في جامعة كاليفورنيا، بيركلي، من 2005 إلى 2008. في بيركلي المطيري عملت مع البروفيسور جان فريشيت حيث وضعت العديد من نانوبروبس لفي الجسم الحي التصوير الجزيئي. وانضمت إلى جامعة كاليفورنيا، سان دييغو في عام 2008، ومنذ ذلك الحين هناك، ومدير التميز في نانومديسين.

### المساهمات
حصلت على أكثر من عشر براءات اختراع أمريكية ودولية، اثنتان مرخصتان للصناعات الدوائية. واشتملت مساهماتها الأكاديمية طوال حياتها المهنية في العلوم الصيدلانية على التالي:
- قدمت أول جسيم نانوي بوليمرية للإفراج عن العقاقير ردا على تركيزات بيروكسيد الهيدروجين في الالتهاب.
- وضعت أول قرب البوليمر تحلل الأشعة تحت الحمراء، والتي تمكن دقيقة التحكم عن بعد تسليم الجزيئات.
- تصميم جسيمات متناهية الصغر البوليمرية التي تمكن التسليم إلى السيتوسول عن طريق التدهور السريع عند التعرض للحمض الخفيف.[7]

### الجوائز والتكريم
حصلت على عدة جوائز لمساهمتها في العلوم والطب بما في ذلك:
- جائزة الابتكارات الجديدة لمدير المعهد الوطني للصحة في عام 2009.[1]
- جائزة مؤسسة فرما في عام 2009.
- جائزة مجلة الكيمياء ثيما في عام 2009.
- جائزة المحققين الشباب، المؤتمر العالمي للمواد الحيوية، تشنغدو، الصين في عام 2012.[8]
- كافلي زميل، 2016 الأكاديمية الوطنية الأمريكية للعلوم

## اقرأ أيضا
- مشاعل الشميمري
- سامية عبد الرحيم ميمني